# Constitution thaïlandaise de 2007
Pour les articles homonymes, voir Constitution de la Thaïlande.
Lire en ligne

Consulter

Constitution thaïlandaise de 2006 Constitution thaïlandaise de 2014
La Constitution de 2007 était la loi fondamentale de la Thaïlande de 2007 à 2014. Elle a été définitivement abrogée le 22 juillet 2014, et remplacée par Constitution thaïlandaise de 2014.

## Révisions constitutionnelles en 2011
Deux modifications ont été apportées à cette Constitution, toutes les deux en 2011. La première a modifié la composition de la Chambre des représentants. La seconde a modifié les critères régissant la conclusion de traités.